# Le Relais d'Alsace
Le Relais d'Alsace est un roman policier de Georges Simenon, paru en 1931 chez Fayard. 
Il a été écrit à bord de l'Ostrogoth, péniche amarrée au quai d'Anjou près du pont Marie, à Paris, en juillet 1931. 

## Résumé
M. Serge demeure au Relais-d’Alsace depuis plusieurs mois. Un jour, une forte somme d’argent est dérobée dans la chambre qu’occupent au Grand-Hôtel (en face du Relais) deux riches Hollandais, M. et Mme Van de Laer.
M. Serge est l’unique suspect et Mme van de Laer lui est fort hostile. Elle reconnaît en lui l’escroc qu’elle a rencontré déjà en Europe centrale et le soupçonne d’être l’auteur du vol. M. Serge se disculpe aisément. Une ombre toutefois au tableau : un brasseur de l’endroit, Kampf, ambitieux et sans scrupules, oblige les amies de Serge, Mme Meurice et sa
fille, à lui céder leur maison pour une bouchée de pain et manifeste l’intention d’épouser la mère. M. Serge assiste impuissant à ces manœuvres qu’il désapprouve et qui l’éloigneront de Mme Meurice.
Arrivé de Paris pour enquêter, le commissaire Labbé présume qu’un escroc de grand style, surnommé « le Commodore » et qu’il a pisté autrefois, est mêlé à cette affaire. Or, M. Serge lui ressemble… Cependant, la présence du Commodore est signalée à Venise par la police italienne et, au moment où Mme Van de Laer annonce à M. Serge qu’elle tient la preuve de sa culpabilité, le commissaire retrouve l’argent du vol, restitué indirectement par le coupable. Au cours de la nuit suivante, on apprend de la maîtresse du voleur, une jeune servante du Relais, que celui-ci est le portier du Grand-Hôtel.
Dans les heures qui suivent, M. Serge quitte le Relais pour Venise : c’est bien lui le Commodore, et son voyage a pour but de supprimer, sous le camouflage d’un suicide, le sosie oublieux des engagements convenus et qui prenait sa place en son absence.
Rentré en grand équipage à la Schlucht, il explique cyniquement sa conduite au commissaire, désormais sans recours contre lui : alors qu’il était revenu dans son Alsace natale avec l’intention de retrouver l’anonymat d’une vie simple, il a échoué parce que sa modeste apparence l’a fait soupçonner d’être un banal cambrioleur et qu’il s’est vu préférer un rustre par la douce Mme Meurice. Aussi, conscient de sa vie manquée, il va reprendre, en quittant le Relais-d’Alsace, son existence périlleuse et fastueuse d’escroc international.

## Aspects particuliers du roman
Récit fait du point de vue d’un spectateur détaché de l’action. Celle-ci est concentrée en une semaine, mais la narration comporte des retours au passé du héros, transcrits sur le mode du souvenir subjectif.

## Fiche signalétique de l'ouvrage

### Cadre spatio-temporel

#### Espace
Col de la Schlucht.

#### Temps
Époque contemporaine.

### Les personnages

#### Personnage principal
M. Serge, alias le Commodore. Escroc international originaire de la Schlucht. Célibataire. Age mûr.

#### Autres personnages
- M. et Mme Van de Laer, jeune couple de Hollandais fortunés (la femme fut jadis la maîtresse et la complice du Commodore)
- Mme Meurice et sa fille Hélène, amies de M. Serge
- M. et Mme Keller, tenanciers du « Relais »
- M. Labbé, commissaire aux Renseignements généraux, à Paris.

## Éditions
- Édition originale : Fayard, 1931
- Tout Simenon, tome 16, Omnibus, 2003  (ISBN 978-2-258-06101-9)
- Livre de Poche, n° 14301, 2003  (ISBN 978-2-253-14301-7)
- Romans durs, tome 1, Omnibus, 2012  (ISBN 978-2-258-09355-3)
- Romans durs, tome 1, Omnibus, 2023  (ISBN 978-2-258-20258-0)

## Source
- Maurice Piron, Michel Lemoine, L'Univers de Simenon, guide des romans et nouvelles (1931-1972) de Georges Simenon, Presses de la Cité, 1983, p. 18-19  (ISBN 978-2-258-01152-6)